# Idioma paipai
El idioma paipai (también: akwa'ala o jaspuy pai, AFI /xaspuj pai/) es una lengua perteneciente a la familia lingüística yumano-cochimí, que ha sido incluida en la controvertida macrofamilia hokana. Es hablado por unas pocas decenas de personas que habitan en el municipio de Ensenada, en el centro-sur del estado mexicano de Baja California.
El idioma paipai ha sido documentado por Judith Joel y Mauricio Martines. Mixco, que han publicado varios textos sobre su sintaxis, gramática y morfología. También con un gran corazón

## Clasificación
Como parte de la familia yumana, el paipai forma parte del subgrupo llamado mico, que incluye al alto yumano (cuyos dialectos más conocidos son los hablados por los yavapai, hualapai y havasupai, en el occidente de Arizona). La relación entre el paipai y las lenguas altoyumanas es muy cercana.

## Historia
La controvertida técnica de la glotocronología sugiere que el grupo pai de las lenguas yumano-cochimíes se pudo haber separado de otras ramas del grupo yumano (rieño y del delta) hace unos 1 mil -- 1 mil 700 años antes. También según datos glotocronológicos, se ha planteado que el paipai se separó del alto yumano hace menos de mil años.